# 富山県総合デザインセンター
富山県総合デザインセンター（とやまけんそうごうデザインセンター）は、富山県高岡市にある、デザインに関する研究開発、技術指導、情報提供などを行う産業振興機関である。

## 概要
- 所在地：〒939-1119 高岡市オフィスパーク5番地
- 開館時間：9時00分～17時00分

## 事業
出典
- クリエイティブ・デザイン・ハブの運営
- デザイン講習会の開催
- 産学官連携のデザインワークショップ・ツアーの開催
- デザインの相談
- 商品開発研究会の開催
- 富山プロダクツの選定
- 富山デザインウエーブの開催
- モックアップ制作設備等の開放・操作指導
- 海外との連携事業の推進
- クリエイティブサロンの開放
- 機関誌「offer」の発行